# Доробанци (Арад)
Доробанци (рум. Dorobanți) насеље је и општиан у Румунији у жупанији Арад. Oпштина се налази на надморској висини од 100 m.

## Становништво
Према подацима из 2002. године у насељу је живело 1679 становника.

### Попис2002.
| Расподела становништва по националности 2002.‍ | Расподела становништва по националности 2002.‍ | Расподела становништва по националности 2002.‍ | Расподела становништва по националности 2002.‍ | Расподела становништва по националности 2002.‍ |
| --------------------------------------------- | --------------------------------------------- | --------------------------------------------- | --------------------------------------------- | --------------------------------------------- |
|                                               |                                               |                                               |                                               |                                               |
| Румуни                                        | Румуни                                        |                                               | 83                                            | 5,0%                                          |
| Мађари                                        | Мађари                                        |                                               | 1.568                                         | 93,7%                                         |
| Роми                                          | Роми                                          |                                               | 22                                            | 1,3%                                          |